# Чако (національний парк)
Ча́ко (ісп. Parque nacional Chaco) — національний парк в Аргентині, розташований в однойменної провінції. Площа території, що охороняється, — 150 км². Організований в 1954 році для захисту рівнин східного Чако. Річні опади — між 750 і 1300 мм.
У східній частині парку протікає річка Ріо-Негро. Найближчі великі населені пункти — Ресістенсія і Пресіденсья-Роке-Саенс-Пенья. На території парку розташовуються поселення народностей мокові й тоба.

## Флора і фауна
Серед видів, що охороняються, — дерева квебрахо. Ліси з Schinopsis balansae колись росли на півночі провінції Санта-Фе і в західній частині Чако, а також заходили в північно-східні райони провінції Коррієнтес. Міцність деревини квебрахо і високий вміст у ній танінів привели до того, що вирубування помітно скоротили площу цих лісів.
На території парку є декілька біомів: савана, болото, покриті кущами поля, невеликі озера. Породи Schinopsis balansae, Aspidosperma quebracho-blanco, Prosopis alba і Tabebuia, що ростуть у парку, мають комерційну цінність.
Фауна представлена пумами, капібарами, броненосцями, тапірами, віскачами, мавпами Alouatta caraya. В озерах водяться каймани.

## Галерея

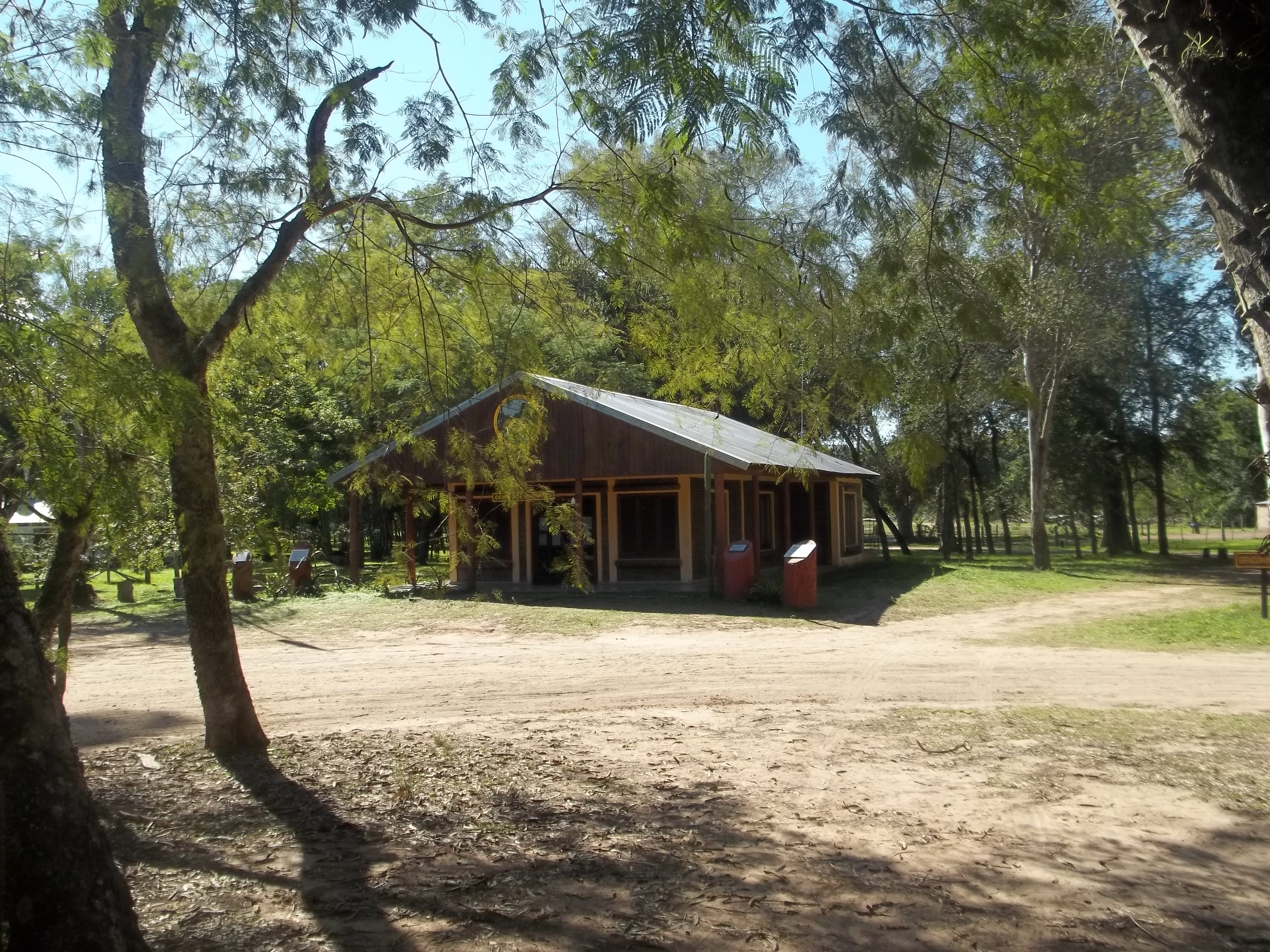
Інформаційний центр парку
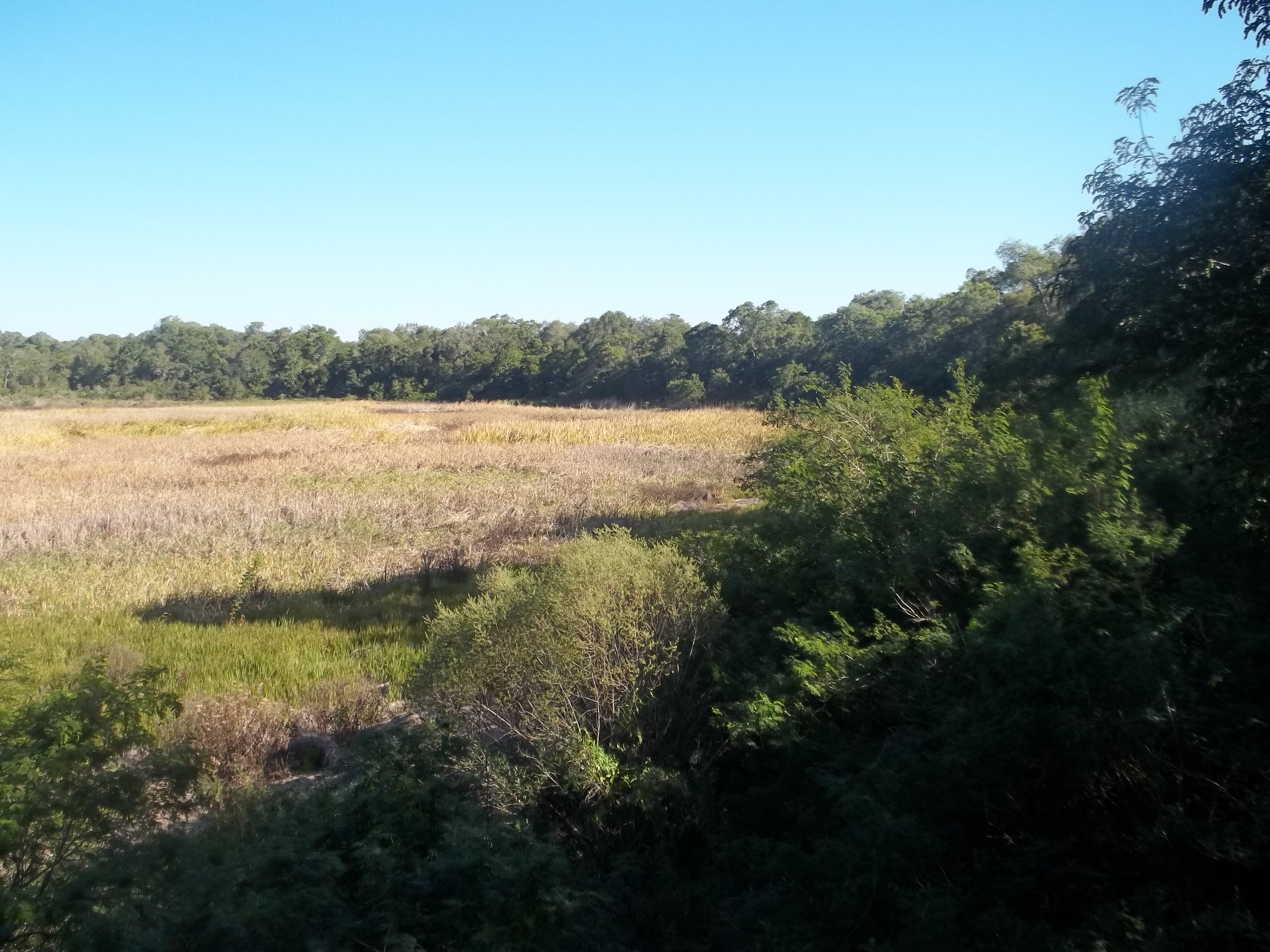
Озеро Карпінчо
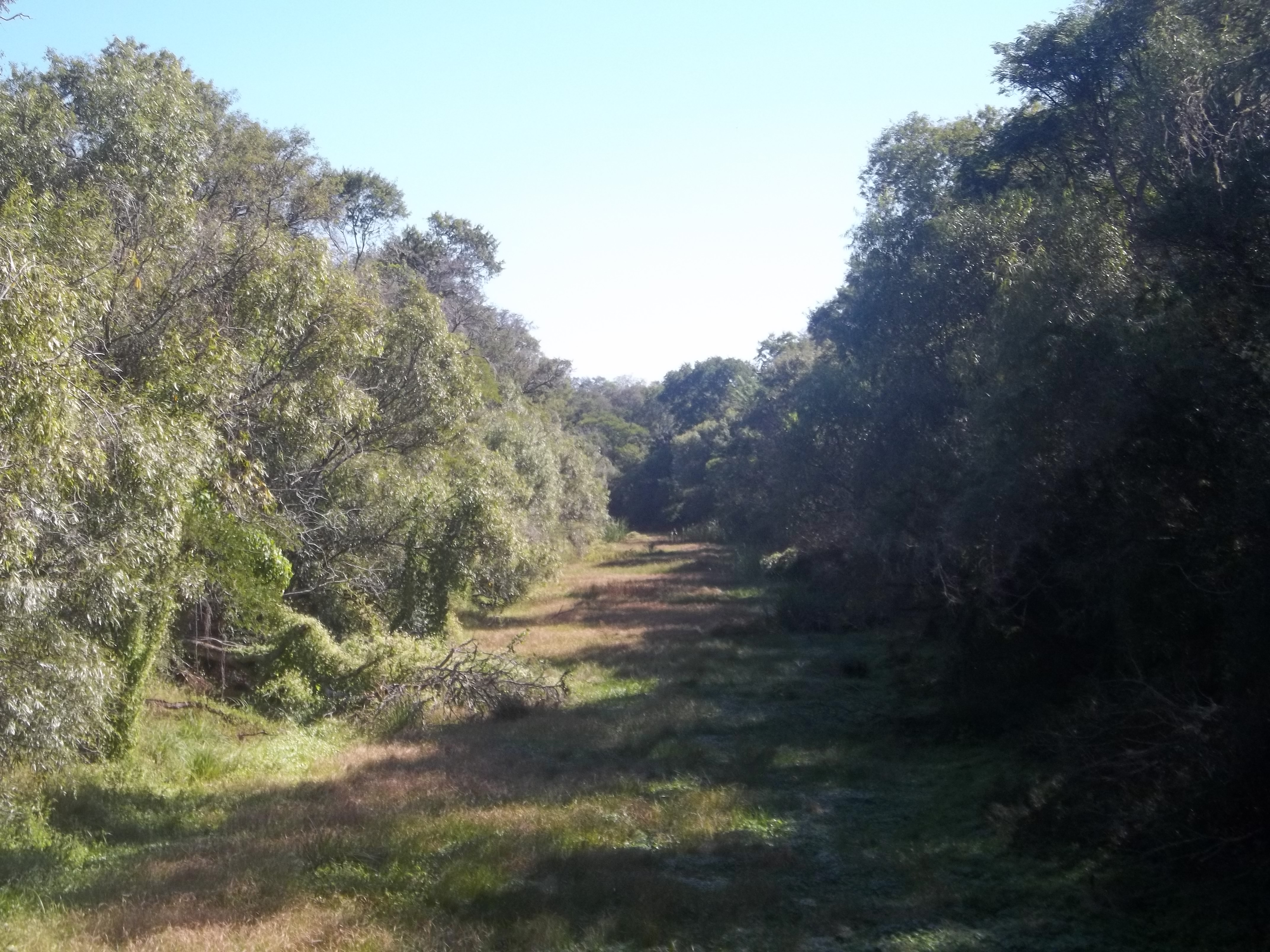
Річка Ріо-Негро на території парку

## Ресурси Інтернету
- Сторінка нацпарку Чако [Архівовано 11 липня 2015 у Wayback Machine.] на сайті Адміністрації національних парків (ісп.)
- Чако у соцмережі «Facebook»
- Сторінка нацпарку Чако(ісп.)
- Закон про створення Нацпарку Чако [Архівовано 19 грудня 2017 у Wayback Machine.](ісп.)

1. ↑  Los Parques Nacionales Chaco y El Impenetrable celebraron un nuevo aniversario — 2024.